# Ylipe
Philippe Labarthe, dit Ylipe (9 janvier 1936 – 8 mars 2003), est un dessinateur d'humour, peintre surréaliste et auteur d'aphorismes français,,. Il fait partie des rares artistes à avoir exercé dans plusieurs disciplines sous deux noms différents.[réf. nécessaire]

## Biographie
Né à Bordeaux, il y étudie les beaux-arts, puis s'installe à Paris.  Il signe ses dessins φlipe, utilisant la lettre grecque phi (φ) au lieu des trois premières lettres de son prénom.Maurice Nadeau ayant pris la lettre grecque φ  pour un y  « l’appelle Ylipe, par inattention. Il a rendu ce nom notoire dans d’autres périodiques, dans des albums (Aqua Toffanna, 1962), par ses propres textes ».  Dans les années 60, il se « fait connaître par des dessins détournés », collaborant à la revue Arts, à L'Express, aux Lettres nouvelles , et signe le Manifeste des 121 titré « Déclaration sur le droit à l’insoumission dans la guerre d’Algérie ». Il expose plus tard ses tableaux en Europe, aux États-Unis et en Australie, sous son vrai nom, avec le soutien d'Eugène Ionesco et de Jacques Prévert,. Selon Dominique Noguez, « semi-abstraites, ses formes évoquent, sur fond de cieux pâles ou fantastiques, des rocs, des coraux, des êtres entre animal et minéral. Patrick Waldberg, dans Les Demeures d'Hypnos, le rapprochait judicieusement d'Arp, de Chirico - et de Max Ernst, encore. Ce qui est irréductiblement ylipien, cependant, ce sont les profils d'ahuris qui émergent parfois de ses grouillements de formes et la cocasserie de ses titres (Le Secret des édredons, La demi-lune s'inquiète) ». En 2000, une souffrance à la colonne vertébrale l'empêche de continuer à peindre et il retourne à l'écriture d'aphorismes. Il meurt d'un cancer du poumon, ayant refusé de se soigner.
Ses textes, ses tableaux et ses collages sont souvent caractérisés par un humour noir,, balançant, selon Jean-Claude Lamy, « entre Pierre Dac et le mouvement dada ». Dominique Noguez le décrit comme un « misanthrope étincelant ». Lui-même, comme un « pessimixte ». « Mon dernier souffle sera court », annonce un de ses ultimes aphorismes.